# Куюргазинський район
Куюрга́зинський район (рос. Куюргазинский район, башк. Көйөргәҙе районы) — адміністративна одиниця Республіки Башкортостан Російської Федерації.
Адміністративний центр — село Єрмолаєво.

## Населення
Населення району становить 22612 осіб (2019, 25125 у 2010, 25587 у 2002).

## Адміністративно-територіальний поділ
На території району 12 сільських поселень, які називаються сільськими радами:
| Поселення                        | Площа, км² | Населення, осіб (2002) | Населення, осіб (2010) | Населення, осіб (2019) | Центр           | Населені пункти |
| -------------------------------- | ---------- | ---------------------- | ---------------------- | ---------------------- | --------------- | --------------- |
| Бахмутська сільська рада         | 151,52     | 1308                   | 1213                   | 1023                   | Бахмут          | 6               |
| Єрмолаєвська сільська рада       | 204,68     | 8268                   | 8136                   | 7993                   | Єрмолаєво       | 7               |
| Зяк-Ішметовська сільська рада    | 199,69     | 1425                   | 1183                   | 835                    | Зяк-Ішметово    | 3               |
| Ількінеєвська сільська рада      | 104,41     | 873                    | 930                    | 764                    | Ількінеєво      | 5               |
| Крівле-Ілюшкинська сільська рада | 184,84     | 1568                   | 1523                   | 1318                   | Крівле-Ілюшкино | 12              |
| Ленінська сільська рада          | 116,30     | 994                    | 983                    | 962                    | Бугульчан       | 6               |
| Мурапталовська сільська рада     | 248,96     | 2817                   | 2942                   | 2662                   | Новомурапталово | 10              |
| Отрадинська сільська рада        | 146,00     | 1250                   | 1184                   | 1078                   | Стара Отрада    | 7               |
| Свободинська сільська рада       | 173,59     | 1417                   | 1513                   | 1207                   | Свобода         | 4               |
| Таймасовська сільська рада       | 174,34     | 1352                   | 1327                   | 1137                   | Новотаймасово   | 5               |
| Шабагіська сільська рада         | 186,37     | 1313                   | 1340                   | 1218                   | Шабагіш         | 7               |
| Якшимбетовська сільська рада     | 344,72     | 3002                   | 2851                   | 2415                   | Якшимбетово     | 12              |

## Найбільші населені пункти
| №  | Населений пункт | Населення, осіб (2002) | Населення, осіб (2010) |
| -- | --------------- | ---------------------- | ---------------------- |
| 1  | Єрмолаєво       | 6 342                  | 6 397                  |
| 2  | Новомурапталово | 1 240                  | 1 289                  |
| 3  | Айсуак          | 1 224                  | 1 123                  |
| 4  | Якшимбетово     | 837                    | 835                    |
| 5  | Зяк-Ішметово    | 790                    | 682                    |
| 6  | Крівле-Ілюшкино | 601                    | 678                    |
| 7  | Свобода         | 564                    | 629                    |
| 8  | Бахмут          | 603                    | 618                    |
| 9  | Бугульчан       | 581                    | 582                    |
| 10 | Шабагіш         | 530                    | 581                    |